# Мартинес Алькантара, Хосе Эдуардо
Хосе́ Эдуа́рдо Марти́нес Алька́нтара (исп. José Eduardo Martínez Alcántara; род. 31 января 1999, Лима) — перуанский шахматист, гроссмейстер (2018). Чемпион мира до 18 лет (2017). Один из лучших блицоров в интернете.
В составе сборной Перу — участник олимпиады 2018.

## Скандалы
В июне 2024 года к шахматисту поступили обвинения от Владимира Крамника в нечестной игре на сайте chess.com в «Титульных вторниках». После критики команда chess.com приехала к шахматисту в Мексику и наблюдала за его игрой. В том турнире Мартинес (играл под известным ником Jospem) в один из дней занял 2-е место. После данного успеха Крамник заявил, что шахматисту повезло, так как его соперники были слабые.
Это привело к тому, что Мартинес предложил Крамнику решить «все вопросы за доской», сыграв матч из блиц-партий как онлайн, так и за доской. Шахматисты договорились сыграть в Мадриде. Матч выиграл Мартинес со счётом 15½ — 11½.

## Спортивные результаты
| Год  | Город      | Турнир                                           | + | − | = | Результат | Место  |
| ---- | ---------- | ------------------------------------------------ | - | - | - | --------- | ------ |
| 2014 | Барселона  | «XVI Obert Internacional Sant Marti 2014 Grup A» | 5 | 0 | 4 | 7 из 9    | [ 5 ]  |
| 2017 | Манта      | «Sudamericano Sub20»                             | 7 | 0 | 2 | 8 из 9    | [ 6 ]  |
|      | Монтевидео | «World Youth Chess Championship 2017 U18 Open»   | 7 | 1 | 3 | 8½ из 11  | 1      |
| 2018 | Батуми     | 43-я олимпиада                                   | 4 | 4 | 0 | 4 из 8    | [ 10 ] |

## Изменения рейтинга
| Графики недоступны из-за технических проблем. См. информацию на Фабрикаторе и на mediawiki.org. |